# Косо ветрило
Кòси ветрила са ветрила, които се поставят в диаметралната плоскост, надлъжно на съда. Имат много разновидности. За ралика от правите ветрила, позволяват на съда да плава по-остро към вятъра, под ъгъл до 20°. Към косите ветрила се отнасят и триъгълните ветрила.

## Прости коси ветрила

### Бермудско ветрило
Триъгълно ветрило, предната му шкаторина се разтяга по мачтата, а долната по гика. Днес е най-разпространеният тип ветрила при яхтите. По простота на управление, поставяне и тягови характеристики е безспорен лидер.
- Гафелно ветрило
- Шпрюйтово ветрило (гуари)

## Рейкови коси ветрила

### Лати́нско пла́тно
Има вид на правоъгълен триъгълник. Горната шкаторина (хипотенузата) се закрепва към рейката, наклонена напред. При латинските ветрила рейката има собствено име – „рю“. Предният край на рю достига до палубата и се нарича „количка“. Особеност на латинското ветрилно въоръжение е, че количката при смяна на галса трябва да пресича вантите. Затова вантите на тези съдове се правят разединяващи се и смяната на галса изисква повече работа, отколкото при другите типове ветрила. Въпреки това през средните векове латинското ветрило получава широко разпространение благодарение на способността на съда с такива ветрила да плава много остро спрямо вятъра.

### Лю́герно (ре́йково) ветрило
Ветрилото най-често е с форма на неправилен трапец, горната шкаторина се закрепва към рейката, а долния към гика.

## Щаговикоси ветрила
- Кливер
- Стаксел